# Grindelhochhäuser

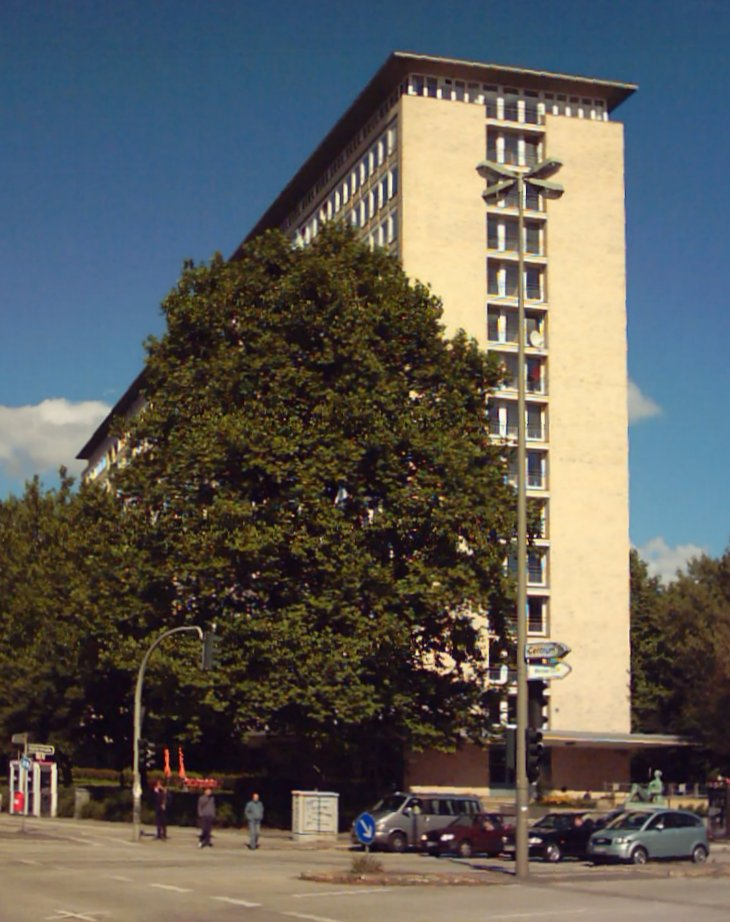
Grindelhochhäuser i Hamburg

Grindelhochhäuser (Grindelhöghusen) i Eimsbüttel i Hamburg är ett höghusområde som byggdes 1946-1956 i det under andra världskriget förstörda kvarteret i Harvestehude. Området har sin bakgrund i den brittiska arméns planer på boende för militärer men togs över av Hamburgs stad. Kvarteret var mycket modernt för sin tid och symboliserar det moderna Hamburg under återuppbyggnadsåren.

## Historia
I september 1945 började planeringen av "Hamburg project" av den brittiska ockupationsmakten. Planen var att Hamburg skulle bli huvudstad för den Brittiska ockupationszonen där Hamburg ingick. Projektet skulle skapa bostäder för de stationerade militärerna och deras familjer. Man hade flera olika planer för var detta bostadsområde skulle placeras men olika anledningar gjorde att Grindelberg slutligen valdes ut. Området hade bombats under kriget och var relativt nytt, det hade först 1880-1910 börjat bebyggas. 12 juli 1946 började uppförandet men när västmakterna uppfört sitt huvudkvarter i Frankfurt stannade arbetet av. Istället tog Hamburgs stad över projektet och beslöt att bygga de tolv planerade höghusen. Området skulle ha 2 122 lägenheter med plats för 5 400 invånare.
Området var mycket modernt för sin tid och visar upp likheter med andra liknande områden i Tyskland och i Sverige. Arkitekturen följer Le Corbusiers tankar från 1920-talet kring utformandet av höghus. Området ritades av en grupp arkitekter: Bernhard Hermkes, Rudolf Lodders, Rudolf Jäger, Albrecht Sander, Ferdinand Streb, Fritz Trautwein och Hermann Zess.
I området fanns butiker, kontor, uteställen och lekplatser. Området har också många grönytor och ligger i en parkmiljö. Ett centraltvätteri och underjordiskt garage samt bensinmack uppfördes. Tanken var att skapa en "bomaskin" (Wohnmaschine). Byggnaderna hade hög standard med centralvärme, rinnande vatten, hiss och sopnedkast som gjorde det eftertraktat. Det stod i kontrast till det av andra världskriget härjade Hamburg åren efter 1945.